# Peter Anthony Motteux
Peter Anthony Motteux, narozený jako Pierre Antoine Motteux [pjér antuan mottö] (25. února 1663 Rouen, Francie – 18. února 1718 Londýn, Anglie) byl anglický spisovatel, dramatik a překladatel francouzského původu.

## Život
Pierre Antoine Motteux byl francouzský hugenot. Když v roce 1685 Ludvík XIV. ediktem z Fontainebleau zrušil Edikt nantský a prohlásil protestantské náboženství za ilegální, emigroval do Anglie. Zpočátku žil u svého kmotra Paula Dominique a živil se jako dražitel na aukcích. V roce 1706 si zařídil obchod s orientálním zbožím na Leadenhall Street. V první dekádě 18. století zastával také funkci v poštovním úřadě.
Známým se stal však pro svou literární činnost. Psal divadelní hry, operní libreta, byl vydavatelem a redaktorem prvního anglického časopisu The Gentleman's Journal a do angličtiny překládal díla světové literatury.
Motteux zemřel 18. února 1718 v nevěstinci ve Star Court, Butcher Row, poblíž kostela sv. Klimenta. Jeho úmrtí bylo považováno za podezřelé a proběhlo vyšetřování. Pět lidí bylo obžalováno z vraždy, ale nikomu se nic neprokázalo. Podle práce publikované v americkém odborném časopise, je pravděpodobné, že příčinou smrti byla erotická asfyxie.  Byl pohřben 25. února 1718 na St. Andrew Undershaft. Přežila ho jeho vdova Priscilla, dva synové a dcera .

## Dílo

### Překlady
Nejznámějším Motteuxovým překladatelským činem je patrně dokončení překladu Rabelaisova pětidílného románu Gargantua a Pantagruel, který započal Sir Thomas Urquhart. První dva díly v Urquhartově překladu vyšly v roce 1653. Motteux provedl jejich revizi a dokončil překlad třetího dílu a zcela přeložil zbývající knihy. Celé dílo bylo publikováno v letech 1693–1694.
Motteux vydal rovněž překlad Cervantesova románu Důmyslný rytíř Don Quijote de la Mancha na němž pracovalo více překladatelů. Překlad vyšel ve čtyřech svazcích v letech 1700-1703. Byl ve své době velmi populární, ale pozdějšími překladateli byl kritizován za frivolní styl ve srovnání s ironickým tónem originálu a za změnu charakteru hlavních postav.
Z dalších překladů stojí za pozornost dílo královského diplomata Ludvíka XIV. François Pidou de Saint-Olona The Present State of the Empire of Morocco (Estat présent de l'empire de Maroc, 1695). Překládal také z italštiny operní libreta.

### Dramatická díla
Na přelomu 17. a 18. století napsal Motteux řadu divadelních her a hudebních libret všech žánrů. Mezi jinými:
- The Rape of Europa by Jupiter (zhudebnil John Eccles, 1694)
- The Loves of Mars and Venus (1695)
- Love's a Jest (1696)
- She Ventures and He Wins (1696)
- The Novelty, or Every Act a Play (1697)
- Beauty in Distress (1698)
- The Island Princess, or the Generous Portuguese (adaptace hry Johna Fletchera, zhudebnil Daniel Purcell, 1699)
- Acis and Galatea (zhudebnil John Eccles, 1701)
- Britain's Happiness (1704)
- Arsinoe, Queen of Cyprus (zhudebnil Thomas Clayton, 1705),
- The Amorous Miser, or the Younger the Wiser (1705)
- Thomyris, Queen of Scythia (1707)
- Love's Triumph (1708)

Některé jeho texty byly zhudebňovány i po smrti autora.

### Žurnalistika
Motteux vydával časopis Gentleman's Journal aneb Monthly Miscellany od jeho prvního čísla z ledna 1692 až do posledního vydání v listopadu 1694. Literární rozbory naznačují, že v každém čísle napsal většinu textů sám. Původní plán měsičníku se nedařilo dodržet. Některá čísla se opozdila a některá nevyšla vůbec. Motteux byl patrně ovlivněn francouzským časopisem Le Mercure Galant ze sedmdesátých let, který se věnoval klepům a zprávám od královského dvora. Motteuxovy úmysly však byly ambicióznější. Podle tiráže časopis zahrnoval "News, History, Philosophy, Poetry, Musick, Translations, &c." (Zprávy, historii, filosofii, poesii, hudbu, překlady atd.), měl tedy daleko širší oblast zájmů než jiná periodika té doby. Časopis informoval mezi jiným o hrách Johna Drydena a Williama Congreveho, publikoval verše Matthew Priora a Charlese Sedleye, sledoval hudební kariéru Henryho Purcella a otiskl i několik jeho písní. Časopis dokonce obsahoval oddíl "Lovers' Gazette", který obsahoval rady pro milence a předznamenal tak budoucí populární žurnalistiku. Zajímavostí je, že titulní stránka jeho prvního čísla nesla motto E pluribus unum (Z mnoha jeden), heslo, které se později stalo mottem Spojených států amerických. V časopise Motteux publikoval i řadu článků věnovaných rovnosti pohlaví a jedno z čísel časopisu neslo název "The Lady's Journal" a bylo celé věnované článkům o ženách a pro ženy.